# Đo điện trở dung dịch hố khoan
Đo điện trở dung dịch hố khoan (Fluid Resistivity log) thực hiện theo cơ sở lý thuyết của Thăm dò điện trở, với hệ vi cực đo bố trí trong đầu thu ở hố khoan, nhằm thu được thông tin điện trở suất của dung dịch khoan, từ đó đánh giá tình trạng thủy văn của đất đá quanh hố khoan. Nó được ứng dụng cho hố khoan không quá sâu trong tìm kiếm nước ngầm, nước khoáng, địa chất thủy văn, địa chất công trình.